# Seleção Vietnamita de Voleibol Feminino
A Seleção Vietnamita de Voleibol Feminino é uma equipe asiática composta pelas melhores jogadoras de voleibol do Vietnã. A equipe é mantida pela Federação de Voleibol do Vietnã (em língua vietnamita, Liên đoàn bóng chuyền Việt Nam). Encontra-se na 39ª posição do ranking mundial da FIVB segundo dados de 9 de novembro de 2023.

## Resultados obtidos nas principais competições

### Challenger Cup - FIVB
| Ano  | Sede   | Classificação |
| ---- | ------ | ------------- |
| 2023 | França | 8º            |

### Campeonato Asiático
| Ano  | Sede          | Classificação |
| ---- | ------------- | ------------- |
| 1991 | Tailândia     | 8º            |
| 2001 | Tailândia     | 7º            |
| 2003 | Vietnã        | 6º            |
| 2005 | China         | 8º            |
| 2007 | Tailândia     | 8º            |
| 2009 | Vietnã        | 7º            |
| 2011 | Taipé Chinesa | 7º            |
| 2013 | Tailândia     | 6º            |
| 2015 | China         | 5º            |
| 2017 | Filipinas     | 7º            |
| 2023 | Tailândia     | 4º            |